# StraMorgan
StraMorgan è stato un programma televisivo italiano di genere show musicale ideato e condotto da Morgan e Pino Strabioli andato in onda su Rai 2 dagli studi Rai di Torino in seconda serata dal 10 al 13 aprile 2023 per quattro puntate.
Nel maggio del 2023, circa un mese e mezzo dopo la fine della prima edizione, viene annunciato il proseguimento del programma per un'altra edizione.
Il programma riceve il premio Lunezia per il miglior programma televisivo 2023 per la ricerca culturale.

## Il programma
Il programma è interamente dedicato alla musica; Morgan e Strabioli, voce narrante dello show, guidano gli spettatori nel mondo musicale tra canzoni, partiture, voci, storie e note a margine sulla storia della musica.
Assieme ai due conduttori è presente un'orchestra di giovani musicisti, oltre che vari ospiti che raccontano la genesi dei brani e degli artisti che li hanno realizzati.

## Serate
Accompagnato da Pino Strabioli, Morgan tiene delle lezioni di musica in show di un'ora circa durante le quali, partendo dai grandi nomi della musica racconta storia, percorso, curiosità, contaminazioni con la musica internazionale e la grande eredità che questi artisti hanno lasciato.

### Prima serata
Durante la prima serata Morgan, accompagnato da Pino Strabioli, Paolo Rossi e Vinicio Capossela, ha compiuto un viaggio musico-teatrale tra alcuni dei brani più importanti di Domenico Modugno, raccontandone la storia e spiegandone la composizione armonica, concludendo poi la serata con un brano di Elvis Presley.

#### Ospiti
- Vinicio Capossela
- Sir Oliver Skardy
- Bunna
- Paolo Rossi - improvvisazione teatrale Vendemmia giorno e notte

#### Brani interpretati
- Domenico Modugno - Resta cu'mme/Stay here with me, Meraviglioso (con Vinicio Capossela), Vecchio frack, Io
- Elvis Presley - Suspicious Minds, Ask me
- Vinicio Capossela -  Sul divano occidentale (con V. Capossela, Sir Oliver Skardy e Bunna)

### Seconda serata
Durante la seconda serata Morgan e Pino Strabioli, accompagnati da Giovanni Caccamo e Chiara Galiazzo, hanno compiuto un viaggio musico-spirituale tra le canzoni di Umberto Bindi. Morgan apre la serata interpretando il suo singolo Il senso delle cose; prosegue poi con Bohemian Rhapsody dei Queen. La serata si sviluppa poi sulla storia di Umberto Bindi.

#### Ospiti
- Giovanni Caccamo
- Chiara Galiazzo
- Gino Paoli - Intervista registrata con Morgan

#### Brani interpretati
- Queen - Bohemian Rapsody
- Umberto Bindi - Il mio mondo, Odio, Il nostro concerto (con C. Galiazzo), Arrivederci (con C. Galiazzo e G. Caccamo)
- Gino Paoli - Il cielo in una stanza
- Ornella Vanoni - La musica è finita (con G. Caccamo)
- Morgan - Il senso delle cose

### Terza serata
Durante la terza serata Morgan ha compiuto un viaggio spirito-musicale tra alcuni brani di Franco Battiato e ne ha raccontato la vita e alcuni momenti passati assieme. A lui si affianca il maestro Carlo Guaitoli. 

#### Ospiti
- Carlo Guaitoli
- Tony Hadley

#### Brani interpretati
- Roxy Music - 2HB
- Morgan - Battiato (mi spezza il cuore)
- Franco Battiato - Povera patria, L'era del cinghiale bianco, Come un cammello in una grondaia, Un vecchio cameriere, No Time No Space
- Tony Hadley - Mad about you
- Spandau Ballet - Through the Barricades
- Ryuichi Sakamoto - Forbidden Colours

### Quarta serata
Nella prima parte della serata Morgan unisce in un medley lo stile di Lucio Battisti a quello di David Bowie interpretandone le principali canzoni. Prosegue poi assieme ad Avincola e Dolcenera nell'interpretazione di altri brani di Battisti. Conclude infine la serata con la sua Altrove. 

#### Ospiti
- Avincola
- Dolcenera

#### Brani interpretati
- Medley di Lucio Battisti e David Bowie
- Lucio Battisti - Io vorrei... non vorrei... ma se vuoi (con Avincola), Emozioni, Cosa succederà alla ragazza (con Dolcenera), Ecco i negozi (con Avincola)
- Morgan - Altrove

## Sigla
La sigla del programma è Il senso delle cose, brano scritto e composto da Morgan.

## Ascolti

### Prima edizione
| Puntata | Messa in onda  | Artisti omaggiati               | Telespettatori | Share |
| ------- | -------------- | ------------------------------- | -------------- | ----- |
| 1       | 10 aprile 2023 | Domenico Modugno, Elvis Presley | 344 000        | 3,43% |
| 2       | 11 aprile 2023 | Umberto Bindi, Freddie Mercury  | 365 000        | 6,63% |
| 3       | 12 aprile 2023 | Franco Battiato, Brian Eno      | 341 000        | 3,97% |
| 4       | 13 aprile 2023 | Lucio Battisti, David Bowie     | 306 000        | 3,44% |
| Media   | Media          | Media                           | 339 000        | 4,37% |